# Nguyễn An (thiếu tướng)
Nguyễn An (1925-2004), bí danh Vũ Quân, là một tướng lĩnh Quân đội nhân dân Việt Nam, hàm Thiếu tướng, nguyên Phó Chủ nhiệm Tổng cục Hậu cần, Cục trưởng Cục Vận tải Tổng cục Hậu cần, Phó Tư lệnh Đoàn 559.

## Thân thế và sự nghiệp
Ông sinh ngày 04 tháng 01 năm 1925, quê tại xã Hải Triều, huyện Tiên Lữ, tỉnh Hưng Yên. Tháng 3 năm 1945, ông tham gia Việt Minh ở thị xã Quảng Yên, rồi tham gia giành chính quyền ở tỉnh Quảng Yên (7.1945), sau đó vào chiến khu Đồng Triều, làm Trung đội phó Trung đội Võ Trang tuyên truyền.
Tháng 11 năm 1945, ông học lớp cán bộ quân chính Chiến khu 3, sau đó làm Chính trị viên Trung đội pháo binh Cát Bà. Tháng 3 năm 1946, ông là Chính trị viên Đại đội Ký Con trực thuộc Chiến khu 3 sau chuyển về Trung đoàn 42 Chiến khu 3. Tháng 10 năm 1947, Chính trị viên Tiểu đoàn 59 Trung đoàn 42, Bí thư Tiểu đoàn Uỷ, Đảng uỷ viên Trung đoàn 42.
Tháng 7 năm 1949, Chủ nhiệm chính trị Trung đoàn 98, Uỷ viên Thường vụ, Đảng uỷ viên Trung đoàn 98. Từ tháng 8 năm 1949 đến tháng 11 năm 1949, Học viên khoá 1 trường Nguyễn Ái Quốc. Từ tháng 12 năm 1949 đến tháng 9 năm 1950, ông biệt phái về Văn phòng Trung ương Đảng theo dõi công tác quân sự. Từ tháng 10 năm 1950 đến tháng 10 năm 1963, công tác tại Cục Vận tải Tổng cục Hậu cần, Liên chi uỷ viên Cục Vận tải, tham gia các chiến dịch Biên giới, Trung du, Thượng Lào, Tây Bắc, Điện Biên Phủ. 
Từ tháng 10 năm 1963 đến tháng 2 năm 1972: ông là Tuyến trưởng Tuyến 3, Tư lệnh Sư đoàn 470, 471 Đoàn 559, Phó Tư lệnh Đoàn 559. Từ tháng 4 năm 1972 đến tháng 5 năm 1982, Cục trưởng Cục Vận tải Tổng cục Hậu cần, Bí thư Đảng uỷ Cục Vận tải, Đảng uỷ viên Đảng uỷ Tổng cục Hậu cần. Từ tháng 5 năm 1982 đến tháng 9 năm 1990, ông là Phó Chủ nhiệm Tổng cục Hâụ cần, Uỷ viên Thường vụ Đảng uỷ Tổng cục Hậu cần.
Thiếu tướng (1984).
Tháng 10 năm 1991, ông nghỉ hưu. Ông mất năm 2004.

## Khen thưởng
- Huân chương Độc lập hạng Ba
- Huân chương Quân công (hạng Nhất, Ba)
- Huân chương Chiến thắng hạng Nhì
- Huân chương Chiến công hạng Nhất, Nhì
- Huân chương Kháng chiến(chống Pháp) hạng Nhất
- Huân chương Kháng chiến chống Mỹ hạng Nhất
- Huân chương Chiến sĩ vẻ vang (hạng Nhất, Nhì, Ba)
- Huân chương Chiến sĩ Giải phóng (hạng Nhất, Nhì, Ba)
- Huy chương Quân kỳ quyết thắng
- Huy hiệu 50 năm tuổi Đảng